# Siva 1999
「Siva 1999」は、日本のR&Bユニット、Sugar Soulのメジャー6枚目のシングル。

## 解説
- 前作から3ヶ月ぶりのシングル。「今すぐ欲しい」以来、ZEEBRAと2度目の共演作となった。
- 翌年発売のシングル「ZEUS 2000」と2部作になっている（そちらはZEEBRA/Sugar Soul名義）。ジャケットも連動している。
- 同日、インディーズ時代に発表したシングル「Those Days」をダブリューイーエー・ジャパンより再発売。

## 収録曲
1. Siva 1999 feat. ZEEBRA
2. 333MHz
3. Siva 1999(BUTTER SOUL GANG MIX)
4. Siva 1999(Instrumental)